# Johann Georg Keyßler
Johann Georg Keyßler o Keyssler (Thurnau, 1693 – Gut Stintenburg, 1743) è stato un archeologo e scrittore tedesco, conosciuto per i suoi scritti di viaggi.
Venne considerato il Nestore della protostoria. Fu membro della Royal Society.

## Biografia
Nato nel Thurnau, Keyßler compì i suoi primi studi a Halle. Una volta tornato dal Thurnau, entrò al servizio dei conti Giech come amministratore. Successivamente si spostò a Lauenburg a servire i conti di Bernstorff. Come tutor dei figli e dei nipoti dei conti, organizzò gite negli Stati vicini alla Germania. I suoi diari di viaggio – composti come se fossero una serie di lettere – rappresentano una importante risorsa per le caratteristiche geografiche e culturali di quel periodo. Vennero censurati duramente per la discussione di condizioni politiche ed economiche negli Stati tedeschi. Neueste Reise durch Deutschland, Böhmen, Ungarn, die Schweiz, Italien und Lothringen venne pubblicato per la prima volta in tedesco nel 1740-1741. La traduzione inglese, Travels through Germany, Bohemia, Hungary, Switzerland, Italy and Lorraine, venne pubblicata nel 1756. Keyßler morì a Gut Stintenburg, ora Zarrentin am Schaalsee. Nel 1730 durante il suo viaggio a Torino vide e descrisse l'invenzione di Pietro Antonio Falco: «una vettura con quattro ruote, che colui che siede al suo interno può muovere e far girare dove vuole senza l’ausilio di cavalli» grazie a un sistema di molle.

## Opere

Neueste Reise durch Teütschland…, 1740

- (DE) Neueste Reise durch Teütschland, Böhmen, Ungarn, die Schweitz, Italien und Lothringen, vol. 1, Hannover, Nikolaus & Erben Förster, 1740.
- (DE) Neueste Reise durch Teütschland, Böhmen, Ungarn, die Schweitz, Italien und Lothringen, vol. 2, Hannover, Nikolaus & Erben Förster, 1741.